# Championnat d'Inde de football 2020-2021
Ne doit pas être confondu avec Indian Super League 2020-2021.
Navigation
Saison précédente Saison suivante
La saison 2020-2021 du championnat d'Inde de football est la 25e édition du championnat national de première division indienne. Les équipes sont regroupées au sein d'une poule unique, où elles rencontrent leurs adversaires une fois. À l'issue de ce premier tour le championnat est scindé en deux. 

## Déroulement de la saison
À cause de la pandémie de Covid-19, le championnat est écourté et débute en janvier. Les équipes se rencontrent une fois dans un premier tour, ensuite les six premiers se retrouvent dans un mini-championnat où elles emportent les points acquis au premier tour.
Les cinq derniers se retrouvent dans un autre mini-championnat pour décider du club qui sera relégué en deuxième division.
Le champion sortant Mohun Bagan fusionne avec Atlético Kolkata le champion de l'Indian Super League 2019-2020, le club se renomme ATK Mohun Bagan Football Club et évolue en Indian Super League.
Pour le remplacer, le Sudeva Delhi FC est invité à jouer dans l'I-League, le Mohammedan Sporting Club est promu de la deuxième division. Comme le Sporting Club East Bengal a également rejoint la Super League, et qu'il n'y a pas eu de relégations la saison passée, le nombre de participants est toujours de onze équipes.
En raison des mesures sanitaires tous les matchs se jouent dans trois stades à Calcutta et un stade à Kalyani, à 50 km de Calcutta.

## Compétition
Le classement est établi sur le barème de points classique (victoire à 3 points, match nul à 1, défaite à 0).

### Premier tour
| Rang | Équipe                     | Pts | J  | G | N | P | Bp | Bc | Diff |
| ---- | -------------------------- | --- | -- | - | - | - | -- | -- | ---- |
| 1    | Churchill Brothers         | 22  | 10 | 6 | 4 | 0 | 15 | 6  | +9   |
| 2    | Punjab FC                  | 18  | 10 | 5 | 3 | 2 | 12 | 7  | +5   |
| 3    | Real Kashmir               | 17  | 10 | 4 | 5 | 1 | 18 | 9  | +9   |
| 4    | Gokulam Kerala             | 16  | 10 | 5 | 1 | 4 | 20 | 14 | +6   |
| 5    | TRAU FC                    | 16  | 10 | 4 | 4 | 2 | 17 | 13 | +4   |
| 6    | Mohammedan Sporting Club P | 16  | 10 | 4 | 4 | 2 | 9  | 8  | +1   |
| 7    | Aizawl                     | 15  | 10 | 4 | 3 | 3 | 13 | 8  | +5   |
| 8    | Sudeva Delhi FC P          | 9   | 10 | 2 | 3 | 5 | 11 | 11 | 0    |
| 9    | Chennai City               | 9   | 10 | 3 | 0 | 7 | 7  | 19 | -12  |
| 10   | NEROCA                     | 8   | 10 | 2 | 2 | 6 | 13 | 15 | -2   |
| 11   | Indian Arrows              | 4   | 10 | 1 | 1 | 8 | 6  | 31 | -25  |

|  | Qualification pour le play-off championnat                                          |
|  | T : Tenant du titre C : Vainqueur de la Coupe d'Inde P : Promu de deuxième division |

### Play-off championnat
| Rang | Équipe                     | Pts | J  | G | N | P | Bp | Bc | Diff |
| ---- | -------------------------- | --- | -- | - | - | - | -- | -- | ---- |
| 1    | Gokulam Kerala             | 29  | 15 | 9 | 2 | 4 | 31 | 17 | +14  |
| 2    | Churchill Brothers         | 29  | 15 | 8 | 5 | 2 | 22 | 17 | +5   |
| 3    | TRAU FC                    | 26  | 15 | 7 | 5 | 3 | 27 | 19 | +8   |
| 4    | Punjab FC                  | 22  | 15 | 6 | 4 | 5 | 18 | 15 | +3   |
| 5    | Real Kashmir               | 21  | 15 | 5 | 6 | 4 | 23 | 18 | +5   |
| 6    | Mohammedan Sporting Club P | 20  | 15 | 5 | 5 | 5 | 18 | 20 | -2   |

|  | Qualification pour la Coupe de l'AFC 2022                       |
|  | C : Vainqueur de la Coupe d'Inde P : Promu de deuxième division |

### Play-off relégation
| Rang | Équipe            | Pts | J  | G | N | P  | Bp | Bc | Diff |
| ---- | ----------------- | --- | -- | - | - | -- | -- | -- | ---- |
| 1    | Aizawl            | 24  | 14 | 7 | 3 | 4  | 21 | 12 | +9   |
| 2    | Sudeva Delhi FC P | 18  | 14 | 5 | 3 | 6  | 16 | 14 | +2   |
| 3    | Chennai City      | 15  | 14 | 5 | 0 | 9  | 16 | 25 | -9   |
| 4    | Indian Arrows     | 10  | 14 | 3 | 1 | 10 | 11 | 38 | -27  |
| 5    | NEROCA            | 8   | 14 | 2 | 2 | 10 | 14 | 22 | -8   |

|  | Relégation directe en deuxième division                         |
|  | C : Vainqueur de la Coupe d'Inde P : Promu de deuxième division |

- Indian Arrows et Sudeva Delhi FC étant des équipes de la fédération, elles ne peuvent être reléguées.

## Bilan de la saison
| Championnat d'Inde de football 2020-2021 |                                          |
| Champion                                 | Gokulam Kerala Football Club (1er titre) |
| Qualifications continentales             |                                          |
| Coupe de l'AFC 2022                      | Gokulam Kerala Football Club             |
| Promotions et relégations                |                                          |
| Promus en I-League                       | Sreenidi Deccan FC                       |
| Relégués en I-League 2e division         | NEROCA Football Club                     |